# Midjeblomflugor
Midjeblomflugor (Sphegina) är ett släkte i familjen blomflugor.

## Kännetecken
Midjeblomflugorna har som det svenska namnet antyder en mycket smal midja och en droppformad avslutning på bakkroppen. Det gör att de är mycket lika parasitsteklar, särskilt från släktet Terebrantes. Kroppen är i stort sett hårlös. Vingarna är klara eller svagt tonade. Arterna i släktet är svåra att artbestämma eftersom färgen varierar mycket inom samma art. Ofta måste genitalierna studeras för att kunna göra en säker artbestämning. 

## Levnadssätt
Midjeblomflugorna lever i fuktiga löv och barrskogar. Larverna lever på trädens sav och man kan hitta dem i savansamlingar under barken på både levande och döda furmultnande träd, både på lövträd och barrträd. 

## Utbredning
Det finns mer än 90 arter av midjeblomflugor i världen. Antalet kända arter har ökat mycket under de senaste decennierna. Släktet finns företrädesvis i palearktiska områden med cirka 50 kända arter. I Nordamerika finns cirka 20 arter och i den orientaliska regionen 13 arter. I Norden är sex arter kända varav alla utom en finns i Sverige.

## Systematik

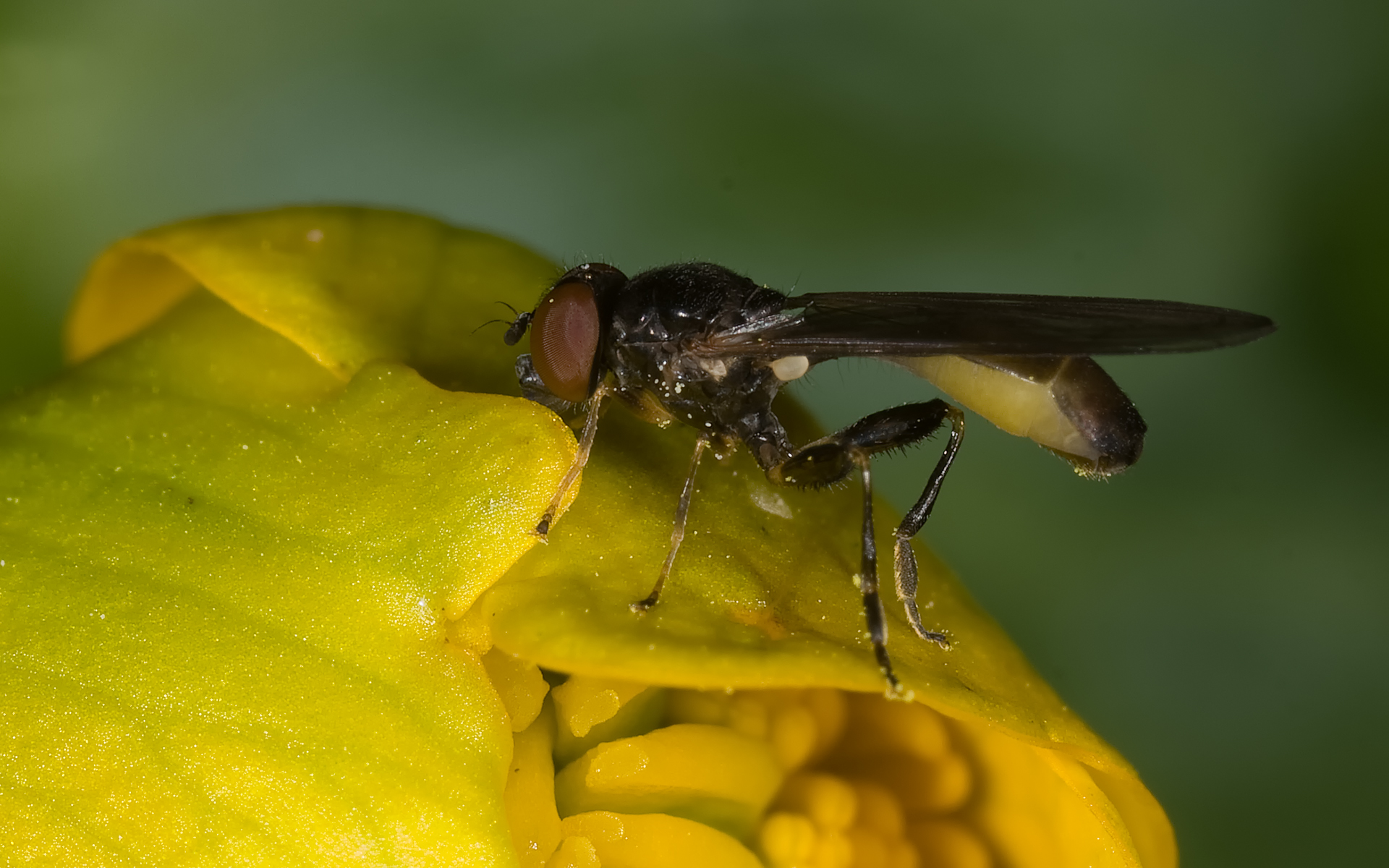
Blank midjeblomfluga (S. montana)

### Undersläkten och arter iNorden
- Sphegina (Meigen, 1822)
  - Barkmidjeblomfluga S. clunipes (Fallén, 1816)
  - Elegant midjeblomfluga S. elegans (Schummel, 1843)
  - Blank midjeblomfluga S. montana (Becker, 1921)
  - Fjällmidjeblomfluga S. spheginea (Zetterstedt, 1838)
- Asiophegina (Stackelberg, 1975)
  - Sibirisk midjeblomfluga S. sibirica (Stackelberg, 1953)
  - Kustmidjeblomfluga S. verecunda (Collin, 1937)

### Övriga arter (urval)
Nedan följer ett urval med arter i släktet.
| - S. albipes (Bigot, 1883) - S. appalachiensis (Coovert, 1977) - S. armatipes (Malloch, 1922) - S. aterrima (Stackelberg, 1953) - S. atrolutea (Lucas in Thompson & Torp, 1986) - S. biannulata (Malloch, 1922) - S. brachygaster (Hull, 1935) - S. bridwelli (Cole, 1924) - S. californica (Malloch, 1922) - S. campanulata (Robertson, 1901) - S. clavata (Scopoli, 1763) - S. claviventris (Stackelberg, 1956) - S. cornifera (Becker, 1921) - S. eoa (Stackelberg, 1953) - S. flavimana (Malloch, 1922) - S. flavomaculata (Malloch, 1922) - S. freyana (Stackelberg, 1956) - S. hennigiana (Shiraki & Edashige, 1953) | - S. infuscata (Loew, 1863) - S. keeniana (Williston, 1887) - S. latifrons (Egger, 1865) - S. limbipennis (Strobl, 1909) - S. lobata (Loew, 1863) - S. lobulifera (Malloch, 1922) - S. nigrimana (Cole, 1924) - S. nitidifrons (Stackelberg, 1956) - S. occidentalis (Malloch, 1922) - S. petiolata (Coquillett, 1910) - S. platychira (Szilády, 1937) - S. punctata (Cole, 1921) - S. rufa (Malloch, 1922) - S. rufiventris (Loew, 1863) - S. spiniventris (Stackelberg, 1953) - S. sublatifrons (Vujic, 1990) - S. varifacies (Kassebeer, 1991) - S. violovitshi (Stackelberg, 1956) |

## Etymologi
Sphegina betyder getinglik efter grekiskans 'sphex'. Sphex är också ett släkte grävsteklar